# Casa Cormier
La casa Cormier è una storica residenza in stile Secondo Impero situata al 1353 di rue Saint-Calixte a Plessisville in Québec (Canada).

## Storia
La villa è stata costruita tra il 1885 e il 1886 per conto di Charles Cormier (1813 – 1887), uomo d'affari e senatore. La dimora è stata quindi abitata da Napoléon-Charles Cormier (1844-1915), anch'egli senatore. Nel 1919 venne quindi venduta alle Sorelle della Carità, che la convertirono in ospedale.
Nel 1978 la residenza è stata riconosciuta immobile patrimonio, quindi è stata nuovamente classificata immobile patrimonio nel 2012 in coincidenza dell'entrata in vigore della nuova legge sul patrimonio culturale.